# Nargis Nabieva
Nargis Nabieva, född 19 mars 1966, är en tadzjikisk bågskytt. Hon deltog vid olympiska sommarspelen 2004.